# Buck Privates Come Home
Buck Privates Come Home es una película de 1947 protagonizada por el equipo de comedia de Abbott y Costello. Fue lanzada por Universal International y es una secuela de su éxito de 1941, Buck Privates.
La película supuso el último papel del veterano actor Nat Pendleton y el debut cinematográfico de Russ Conway (en el papel de médico sin nombre).

## Sinopsis
Después de servir en Europa durante la Segunda Guerra Mundial, Herbie Brown (Lou Costello) y Slicker Smith (Bud Abbott) regresan a los Estados Unidos a bordo de un transporte de tropas. También a bordo está su antigua némesis, el sargento Collins (Nat Pendleton). Cuando el barco se acerca a Nueva York, Collins y sus superiores buscan contrabando en las pertenencias de los hombres. Herbie accidentalmente activa una bomba de tiempo, hecha para parecerse a una cámara, que tomó como recuerdo y que tiene que tirarla por el ojo de buey.
Una huérfana francesa de seis años, Evie (Beverly Simmons), de quien Herbie y Slicker se hicieron amigos, se encuentra en la bolsa de lona de Herbie. La entregan a la teniente Sylvia Hunter (Joan Fulton), quien la entrega a los funcionarios de inmigración en Nueva York. Pero durante un cambio de turno en la oficina, Evie es confundida con un niño del vecindario y puesta en libertad. Mientras tanto, Herbie y Slicker han vuelto a hacer lo que hacían antes de la guerra, que era vender corbatas en Times Square. Collins también está de vuelta en su antiguo trabajo de policía haciendo la ronda por la zona. Está a punto de arrestar a los niños cuando Evie aparece y les ayuda a escapar.
Herbie y Slicker intentan adoptar a Evie, pero se les dice que uno de ellos debe estar casado y tener unos ingresos estables. Evie sugiere que Herbie se case con Sylvia. Aparecen en su apartamento, pero descubren que Sylvia ya tiene un novio, Bill Gregory (Tom Brown).
En un momento dado, Herbie y Slicker compran lo que parece ser una casa ideal por $750, pero el vendedor no quiere que vean el interior antes de comprarlo. Antes de que Herbie pueda abrir la puerta principal, el vendedor da una señal y un camión se aparta de la fachada, revelando que acaban de comprar un viejo autobús averiado. Ahora tendrán que arreglarlo para que les sirva de hogar.
Bill es un piloto de coches enano. Está seguro de que ganará el premio de $20.000 en el Gold Cup Stakes, pero su automóvil estará en un garaje local hasta que se paguen las facturas vencidas. Herbie y Slicker usan su pago por separación y los préstamos de sus viejos amigos del servicio para sacar el auto. Pero Collins tiene otros planes. Había sido degradado repetidamente a turnos cada vez más desagradables porque los chicos siempre se le escapaban, así que decide vigilar el garaje con la esperanza de atraparlos y devolver a Evie a las autoridades de inmigración para así congraciarse con su jefe. Finalmente, los persigue hasta la pista, donde Herbie entra en el auto de carreras de Bill y lleva a todos a la caza de las calles de Nueva York.
Herbie eventualmente es atrapado, pero no antes de que el jefe de una compañía automotriz quede lo bastante impresionado como para encargar 20 de los autos de Bill y 200 motores. Con su futuro financiero asegurado, Bill ahora puede casarse con Sylvia y adoptar a Evey. Slicker y Herbie podrán visitar a Evey si consiguen trabajo. El capitán de Collins sugiere que se ¡unan a la fuerza policial, cosa que hacen, con Collins como su instructor!

## Elenco
- Lou Costello .... Herbie Brown
- Bud Abbott .... Slicker Smith
- Tom Brown .... Bill Gregory
- Joan Shawlee .... Sylvia Hunter (como Joan Fullton)
- Nat Pendleton .... Sargento Collins
- Beverly Simmons .... Yvonne (Evie) LeBru
- Don Porter .... El capitán Christie
- Donald MacBride .... Capitán de policía
- Don Beddoe .... El señor Roberts
- Charles Trowbridge .... Mr. Quince
- Russell Hicks .... Mr. Appleby
- Joe Kirk .... Vendedor de bienes raíces
- Knox Manning .... Comentarista
- Milburn Stone .... Anunciador
- Russ Conway .... Médico (Sin acreditar)

## Producción
El rodaje duró desde el 18 de noviembre de 1946 hasta el 23 de enero de 1947. Originalmente se presupuestó en $1.167.500 pero llegó a $34.500 por encima del presupuesto, lo que lo convierte en el vehículo más caro de Abbott y Costello producido en Universal. Las ventajas fueron pagadas $196,133.
Arthur T. Horman, el escritor de la película original, Buck Privates, escribió el primer tratamiento para esta secuela, titulado The Return of the Buck Privates, pero no se usó.
Hay una broma utilizada en la película que a menudo se atribuye a Benjamin Franklin. Herbie dice: "Prefiero casarme con una chica hogareña que con una chica bonita de todos modos", a lo que Slicker responde: "¿Por qué?" Herbie responde: "Bueno, si te casas con una chica bonita, es probable que se escape". Every interviene con: "Pero tío Herbie, ¿una chica hogareña no huye también?" La respuesta de Herbie es, simplemente, "Sí, pero ¿a quién le importa?"
Cuando Costello conduce el automóvil enano a través de las parte trasera de una sala de cine, hay un cartel que muestra una película de ficción, Abbott y Costello en "Romeo Junior" en la pared. Las escenas de Abbott y Costello vestidos con los trajes de 'Romeo y Julieta', con Betty Alexander como Julieta, fueron filmadas y estaban destinadas a aparecer en la pantalla del cine, pero finalmente se las eliminó.

## Rutinas
- La tabla de caballete se lleva a cabo en el barco. Costello crea una mesa colocando una tabla en un caballete. Cada vez que uno de ellos pone algo en un extremo de la mesa, el otro pone algo en el otro extremo para equilibrarlo. Ninguno de los dos está consciente de lo que está sucediendo, hasta que la mesa finalmente pierde el equilibrio y una torta vuela de la mesa a la cara de Pendleton.

## Home media
Esta película ha sido estrenada tres veces en DVD. Originalmente lanzada como un solo DVD el 8 de abril de 1998, se lanzó dos veces como parte de dos colecciones diferentes de Abbott y Costello. La primera vez, en The Best of Abbott and Costello Volume Two, el 4 de mayo de 2004 y nuevamente el 28 de octubre de 2008 como parte de Abbott and Costello: The Complete Universal Pictures Collection.